# Palín (okres Michalovce)
Palín (Hongaars: Pályin) is een Slowaakse gemeente in de regio Košice, en maakt deel uit van het district Michalovce.
Palín telt 917 inwoners.